# 有田川町立吉備中学校
有田川町立吉備中学校（ありだがわちょうりつ きびちゅうがっこう）は、和歌山県有田郡有田川町下津野にある公立中学校。校舎・体育館・武道場などに有田川町産の木材を多用している。

## 歴史

### 統合以前（1947-1967）
1947年（昭和22年）4月、藤並村田殿村学校組合立吉備中学校が創立した。校舎は和歌山県立吉備農業学校（現・和歌山県立有田中央高等学校）の一部を借用したが、生徒数が多く、一度に収容しきれないため、二部授業を実施していた。同年12月に、藤並小学校の一部も借用することになり、二部授業は解消された。1948年（昭和23年）5月、旧制中学校・高等女学校から新制中学校相当の生徒が編入学し、同年11月、野田地区に新校舎が完成した。この校舎は低地（標高17 m前後）にあったため、1953年（昭和28年）7月18日の有田川水害で床上浸水の被害に遭った。
1955年（昭和30年）4月、吉備町立吉備中学校に改称、同年9月に特別教室棟を増築した。翌1956年（昭和31年）9月、栗山重雄の作詞、川口猛の作曲による校歌を制定、同年11月、県下中学校連合旅行団を編成し、関東地方への修学旅行を初実施した。1962年（昭和37年）度に、米麦農家の減少や農業の機械化、児童労働からの解放などの理由から、農繁休暇（田植え休み・稲刈り休み）の制度を廃止した。

### 統合後（1967-）
1967年（昭和42年）3月、吉備町立御霊中学校と統合するために一旦閉校し、翌4月に新しい吉備町立吉備中学校を設立した。とは言え、統合新校舎は未完成であったため、旧・吉備中学校を西校舎、旧・御霊中学校を東校舎として、使用を続けることとなった。統合新校の校章は栗山俊雄の考案したものを同年4月9日に制定し、校歌は1968年（昭和43年）12月17日に旧・吉備中学校と同じく、栗山重雄の作詞、川口猛の作曲によって制定した。
1969年（昭和44年）6月25日、統合新校舎が下津野1234番地（現校地）に完成し、竣成祝賀式典を挙行した。工費は2億1千万円で、校地面積は18,817 m2、校舎面積は4,198 m2であった。校舎そのものは同年4月9日から使用を開始しており、同日は開校記念日に選ばれた。1976年（昭和51年）3月、学校図書館や視聴覚室を含む425 m2の校舎を新築した。
校舎は耐震化が求められ、教育を重視する町の政策の一環で建て替えられることになり、2012年（平成24年）から3年事業で、校舎・体育館・武道場が建て替えられた。7,529 m2の新校舎は2013年（平成25年）に完成し、工費は42億円であった。新校舎には冷房設備が導入された。2019年（平成31年）3月17日、柔道家の原沢久喜が来校し、柔道教室を開催した。

## 施設
校舎（3階建て、7,529 m2）・体育館（2階建て、2,219 m2）・武道場（平屋建て、726 m2）などの主要施設は2012年（平成24年）からの3年事業で建て替えられたものであり、すべて岡本設計が手掛けた。校舎・体育館は鉄筋コンクリート構造でありながら、有田川町で生産された木材をふんだんに使用している。例えば、体育館では天井のトラス構造に木材の梁を使用している。これらの木材は有田川町が調達し、施工業者に材料として支給したものである。校舎の床はスギの圧縮材を用いており、使用年数が経過するにつれてへこみ傷ができてきている。

## 部活動
男子バスケットボール部は、2022年（令和4年）に第52回全国中学校バスケットボール大会で予選リーグを突破し、決勝トーナメント1回戦に出場した。第32回都道府県対抗ジュニアバスケットボール大会（2019年・令和元年）では、4人の選手が和歌山県代表に選抜された。

## 旧吉備中学校校庭遺跡

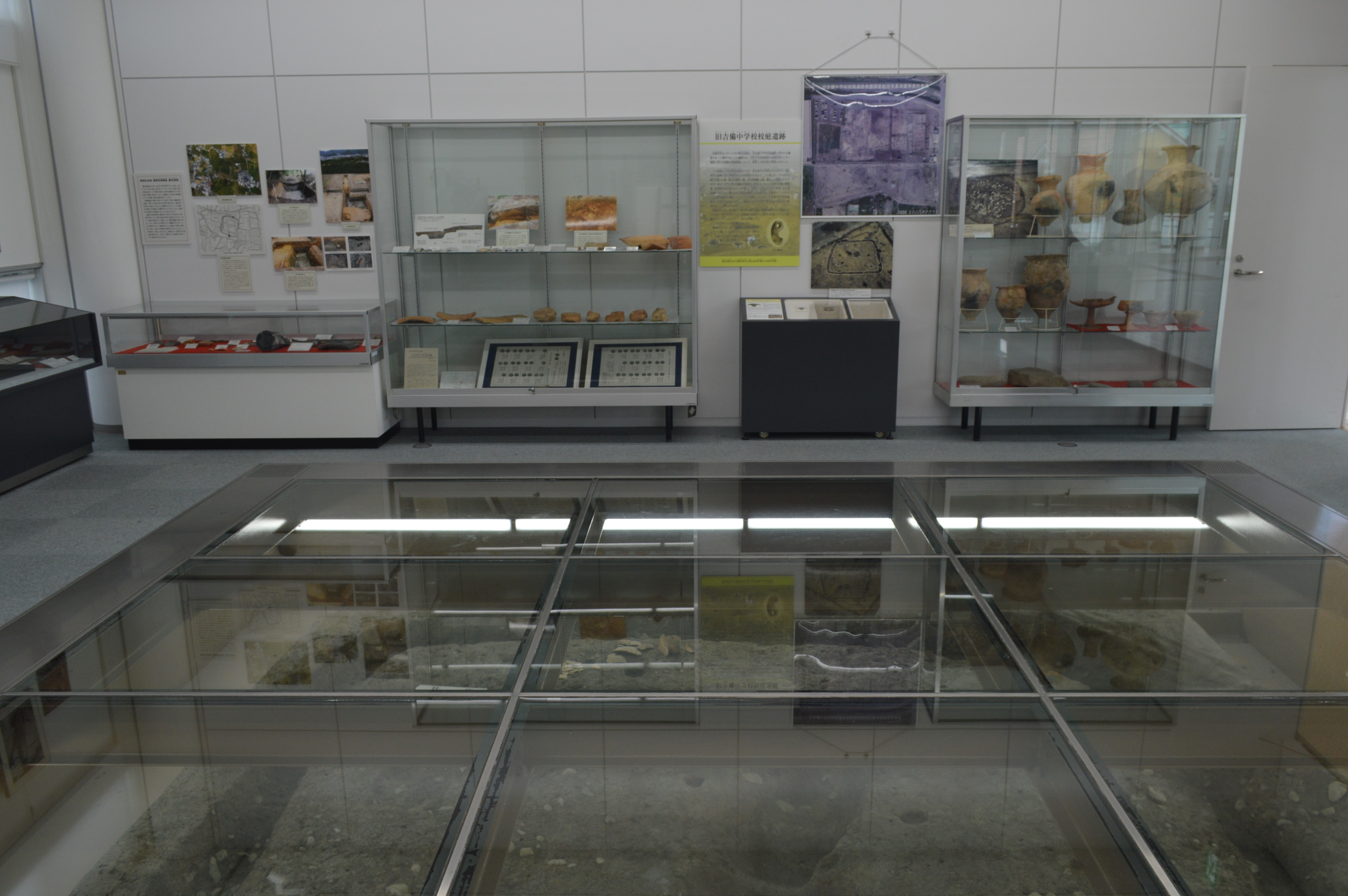
ALECにある旧吉備中学校校庭遺跡に関する展示

御霊中学校と統合する以前の吉備中学校の校地は、民間の製缶工場に転用されたが、1972年（昭和47年）に弥生土器が見つかり、旧吉備中学校校庭遺跡と称される。この遺跡は弥生時代後期を中心とする複合遺跡で、古代・中世の掘立柱建物の遺構も発見されている。弥生時代後期の遺跡としては、有田郡で初めて明らかになった。
遺跡の主体は有田川の形成した沖積平野で、同川の河岸段丘を一部含む。1990年（平成2年）度からの和歌山県による緊急畑地帯総合整備事業に先立って行われた発掘調査では、奈良時代の土器片がわずかに出土した以外は江戸時代後期以降の遺物しか確認されなかった。2005年（平成17年）度の発掘調査では、弥生時代後期の竪穴建物跡7棟、住居建物を廃した後の柱穴に埋葬された土器棺1基、有田地方では珍しい鉄鏃1点などが見つかった。2006年（平成18年）度の調査では、弥生時代後期の竪穴建物や方形周溝墓などが発見された。
発掘調査後の遺跡は埋め戻されており、敷地には有田川町地域交流センター（ALEC）が建つ。ALECの屋外には遺跡の案内板があり、館内に弥生土器などの展示コーナーを設けている。
出土遺物のうち、弥生時代の小型青銅鏡・ヒスイ製勾玉・ガラス小玉など9点が、「旧吉備中学校校庭遺跡出土品」として2011年（平成23年）3月15日に和歌山県指定有形文化財に指定されている。

## 通学区域が隣接している学校
- 有田川町立金屋中学校
- 有田川町立石垣中学校
- 湯浅町立湯浅中学校
- 有田市立有和中学校
- 海南市立下津第二中学校